# Seattle Storm 2008
La stagione 2008 delle Seattle Storm fu la 9ª nella WNBA per la franchigia.
Le Seattle Storm arrivarono seconde nella Western Conference con un record di 22-12. Nei play-off persero la semifinale di conference con le Los Angeles Sparks (2-1).

## Roster
| N° | Naz.                   | Ruolo | Sportivo         | Anno | Alt. | Peso |
| -- | ---------------------- | ----- | ---------------- | ---- | ---- | ---- |
| 0  | Stati Uniti (bandiera) | A     | Shyra Ely        | 1983 | 188  | 83   |
| 2  | Stati Uniti (bandiera) | A     | Swin Cash        | 1979 | 185  | 73   |
| 4  | Stati Uniti (bandiera) | GA    | Katie Gearlds    | 1984 | 185  | 83   |
| 8  | Stati Uniti (bandiera) | G     | Kimberly Beck    | 1985 | 173  | 57   |
| 9  | Brasile (bandiera)     | C     | Kelly            | 1979 | 191  | 85   |
| 10 | Stati Uniti (bandiera) | G     | Sue Bird         | 1980 | 175  | 68   |
| 13 | Stati Uniti (bandiera) | AC    | Yolanda Griffith | 1970 | 191  | 85   |
| 15 | Australia (bandiera)   | AC    | Lauren Jackson   | 1981 | 196  | 85   |
| 20 | Stati Uniti (bandiera) | A     | Camille Little   | 1985 | 188  | 82   |
| 22 | Stati Uniti (bandiera) | GA    | Sheryl Swoopes   | 1971 | 183  | 66   |
| 26 | Romania (bandiera)     | C     | Florina Pașcalău | 1982 | 193  | 85   |
| 30 | Stati Uniti (bandiera) | G     | Tanisha Wright   | 1983 | 180  | 75   |
| 32 | Stati Uniti (bandiera) | GA    | Kristen O'Neill  | 1983 | 185  | 72   |
| 43 | Stati Uniti (bandiera) | C     | Ashley Robinson  | 1982 | 193  | 82   |

## Staff tecnico
- Allenatore: Brian Agler
- Vice-allenatori: Shelley Patterson, Nancy Darsch
- Preparatore atletico: Tom Spencer
- Preparatore fisico: Rose Baker
- Assistente preparatore: Melissa Hardin